# The 250
 (mai 2023).
The 250 est un gratte-ciel de 151 mètres de hauteur construit de 1989 à 1992 à Toronto au Canada dans le complexe Eaton Centre
Le bâtiment qui comprend 17 ascenseurs a été conçu par l'agence d'architecture Zeidler Partnership (fondée par Eberhard Zeidler) et l'agence Crang & Boake.